# گارت هاردین
گارت جیمز هاردین (به انگلیسی: Garrett James Hardin) (۲۱ آوریل ۱۹۱۵، ۱۴ سپتامبر ۲۰۰۳) یک بوم شناس و فیلسوف آمریکایی است که در مورد خطرات اضافه جمعیت هشدار داده است. او بیشتر برای مقاله اش به نام «تراژدی منابع مشترک» معروف است. که در سال ۱۹۶۸ در مجلهٔ ساینس منتشر شد. او همچنین برای قانون اول بوم‌شناسی انسانی هاردین مشهور است: "شما نمی‌توانید تنها یک کار انجام دهید" که معنایش به‌طور حدودی این است که "هر اقدامی دست کم یک پیامد ناخواسته دارد."

## کتابها
- عامل شترمرغ: کوته بینی جمعیت شناختی ما
- زندگی درون حدها

## مقالات
- تراژدی منابع اشتراکی
- اخلاق در قایق نجات